# Storøya (Hordaland)
Pour les articles homonymes, voir Storøya.
Storøya est une île norvégienne du comté de Hordaland appartenant administrativement à Bergen.

## Description
Rocheuse et couverte d'une légère végétation, elle s'étend sur environ 346 m de longueur pour une largeur approximative de 184 m. Elle compte des bâtiments industriels ainsi qu'une habitation. 